# جونینهو (بازیکن فوتبال، زاده ۱۹۸۲)
آنسلمو وندریشوسکی جونیور (به پرتغالی: Anselmo Vendrechovski Júnior) مدافع اهل برزیل است که در شهر Wenceslau Braz، پارانا، برزیل و در تاریخ ۱۶ سپتامبر ۱۹۸۲ به دنیا آمده‌است.
آنسلمو وندریشوسکی جونیور در تیم‌های فوتبال کوریتیبا سابقهٔ حضور دارد.